# (37064) 2000 UO48
2000 UO48 (asteroide 37064) é um asteroide da cintura principal. Possui uma excentricidade de 0.16799390 e uma inclinação de 1.36698º.
Este asteroide foi descoberto no dia 24 de outubro de 2000 por LINEAR em Socorro.